# テリー・ヘイズ
テリー・ヘイズ（Terry Hayes、1951年10月8日 - ）は、イングランド生まれの脚本家、映画プロデューサー、作家。

## 経歴
ニューヨークでジャーナリストとして働いていた。1979年、『マッドマックス』のノベライズをする時に出会った監督のジョージ・ミラーと親しくなり、1981年、ミラーによって『マッドマックス2』の脚本家として雇われた。シドニーの映画製作会社ケネディ・ミラーの社内ライターとなり、その後のミニシリーズ全ての脚本に携わった。1989年には長編『デッド・カーム/戦慄の航海』の脚本を担当した。
その後、ハリウッドへ移り、2001年には、脚本を手がけた『フロム・ヘル』でブラム・ストーカー賞の脚本賞にノミネートされた。
2013年7月18日、トランスワールド出版より処女小説『ピルグリム』を上梓。同年、メトロ・ゴールドウィン・メイヤーが同作の映画化の権利を獲得した。第2作目となる"The Year of the Locust" の執筆に取り組んでいる。

## フィルモグラフィ
| 邦題                           | 原題                                        | 製作年 | 備考                                                             |
| ------------------------------ | ------------------------------------------- | ------ | ---------------------------------------------------------------- |
| マッドマックス2                | Mad Max 2: The Road Warrior                 | 1981年 | 共同脚本                                                         |
|                                | The Dismissal                               | 1983年 | テレビミニシリーズ                                               |
|                                | Bodyline                                    | 1984年 | テレビミニシリーズ                                               |
| カウラ大脱走                   | The Cowra Breakout                          | 1984年 | テレビミニシリーズ プロデューサーのみ カウラ事件を題材とした作品 |
| マッドマックス/サンダードーム  | Mad Max Beyond Thunderdome                  | 1985年 | プロデューサー兼任                                               |
|                                | The Riddle of the Stinson                   | 1987年 | テレビ映画 プロデューサーのみ                                    |
| 君といた丘                     | The Year My Voice Broke                     | 1987年 | プロデューサーのみ                                               |
| 陽のあたる街角                 | Vietnam                                     | 1987年 | テレビミニシリーズ プロデューサー兼任                            |
|                                | Dirtwater Dynasty                           | 1988年 | テレビミニシリーズ プロデューサー兼任                            |
|                                | The Clean Machine                           | 1988年 | テレビ映画 プロデューサー兼任                                    |
|                                | Fragments of War: The Story of Damien Parer | 1988年 | テレビ映画 ロデューサーのみ                                      |
| デッド・カーム/戦慄の航海      | Dead Calm                                   | 1989年 | プロデューサー兼任                                               |
| 囚われた女                     | Bangkok Hilton                              | 1989年 | テレビミニシリーズ プロデューサー兼任                            |
| ニコール・キッドマンの恋愛天国 | Flirting                                    | 1991年 | プロデューサーのみ                                               |
|                                | Mr. Reliable                                | 1996年 | プロデューサーのみ                                               |
| ペイバック                     | Payback                                     | 1999年 |                                                                  |
| バーティカル・リミット         | Vertical Limit                              | 2000年 |                                                                  |
| フロム・ヘル                   | From Hell                                   | 2001年 |                                                                  |

## 小説作品
- I Am Pilgrim (2013)
  - ピルグリム 名前のない男たち / ダーク・ウィンター / 遠くの敵（2014年8月 - 9月、早川書房、山中朝晶訳、全3巻）